# Bereket
 Bereket  è la città capoluogo dell'omonimo distretto situato nella provincia di Balkan, in Turkmenistan. La città è ubicata a 205  metri sul livello del mare.